# Alpagem
Alpagem é uma termo francês que designa ao mesmo tempo :
- a pastagem de montanha onde se alimentam as manadas de bovinos ou de ovelhas
- o período do ano, fora do inverno, onde estão na alpagem

A esse movimento sazonal chama-se transumância e que são pelo menos duas: a ascendente ou transumância estival, e a descendente ou transumância invernal e chamado désalpe nos países francófonos. Actualmente começa-se a ver de novo grandes festejos nas aldeias por onde passam, principalmente mais na descendente quando o gado está bem alimentado e forte pelo exercício que fez na montanha para encontrar o seu alimento.

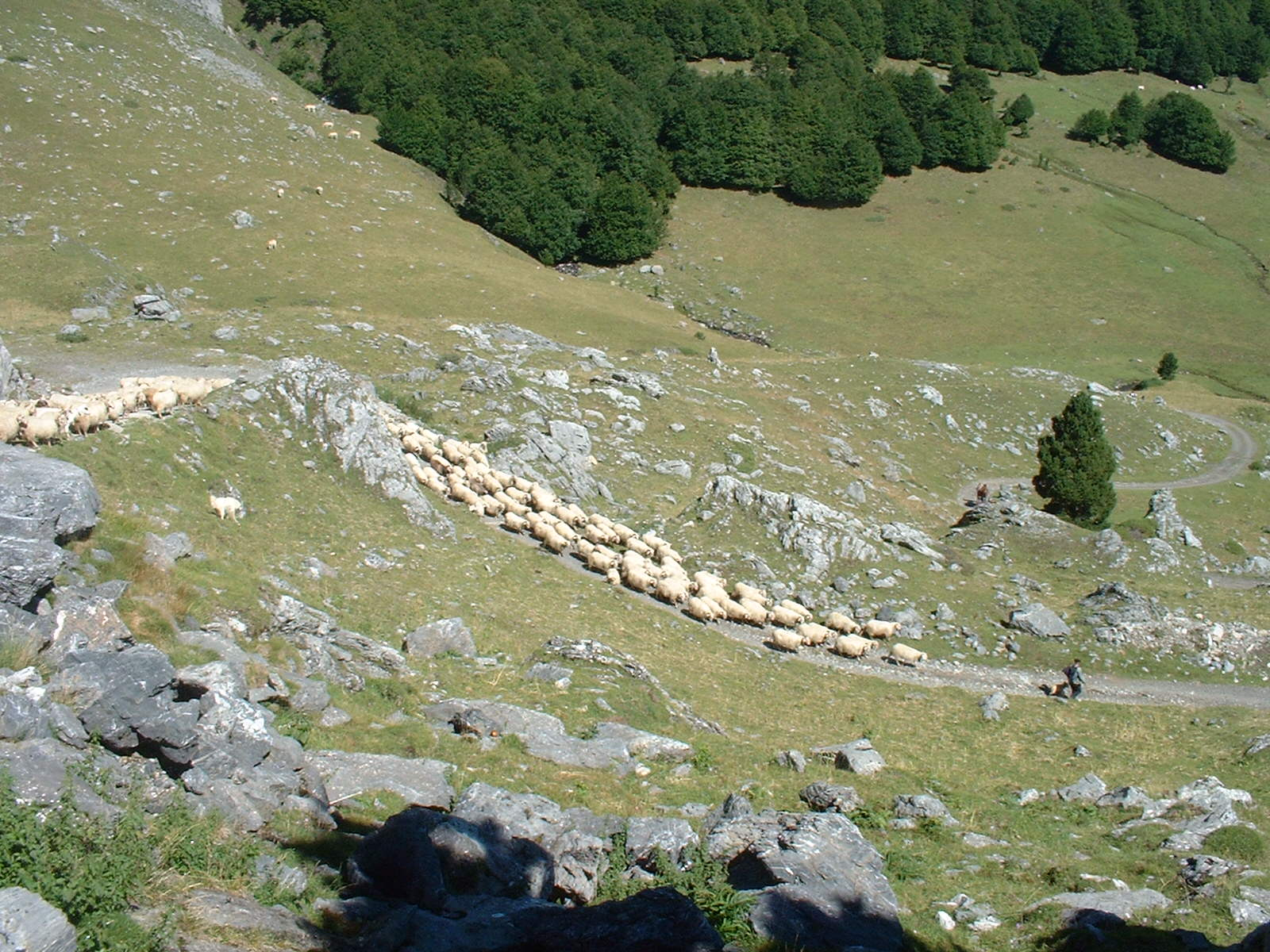
Désalpe nos Pireneus

Há uma longa tradição relacionado com a alpagem no cantão do Valais na Suíça e que começa também a verificar-se na Alta-Saboia na França e no Vale de Aosta na Itália,  é o  fr:Combat de reines, ou seja combates de vacas da raça Hérens Imagens de Combats de reines.